# Simon Donnelly
Simon Thomas Donnelly, född 1 december 1974 i Glasgow, Skottland, är en före detta fotbollsspelare som sedan 2013 är assisterande tränare i Dundee United.
Simon Donnelly har ett förflutet i storklubben Celtic där han spelade under sex säsonger mellan 1993 och 1999. Han har även spelat i Premier League för Sheffield Wednesday. Under den tiden var han dock ofta skadad. Han representerade Skottland under VM 1998.